# Wasserleitung
Bei einer Wasserleitung handelt es sich um ein technisches System zum leitungsgebundenen Transport von Wasser.
Das Wasserverteilungssystem kann dabei als Rohrleitung oder als offenes Gerinne gestaltet sein.

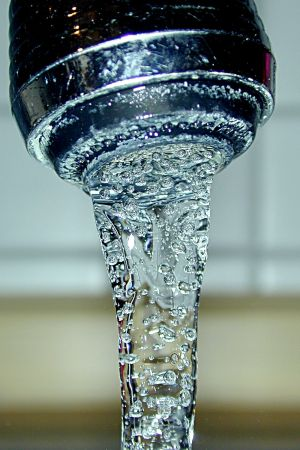
Fließendes Wasser aus einem Wasserhahn mit schwenkbarem Strahlregler

## Grundlagen
Wasserleitungen für die Wasserversorgung mit Trinkwasser sind ein wichtiger Bestandteil einer Zivilisation.
Durch die Versorgung mit sauberem Trinkwasser kann die Gefahr von Krankheiten aufgrund mangelnder Hygiene gemindert werden. Wichtig hierfür ist neben der Zuleitung von Wasser auch ein funktionierendes Abwassersystem, in Feuchtgebieten auch eine Entwässerung. Außerdem spielt in vielen Regionen die Bewässerung in der Landwirtschaft eine zentrale Rolle.
Eine offene Wasserleitung ist ein Kanal. In flachem Gelände lassen sich Wasserleitungen als Wassergraben ausführen, in bergigem Gelände sind weitreichendere Baumaßnahmen nötig: künstliche Wassergräben, Wassertunnel und Aquädukte (Wasserbrücken), man spricht dann ausdrücklich von Wasserleitung. In der modernen Wasserversorgung der Industrieländer spielen offene Systeme nur noch eine untergeordnete Rolle, vorwiegend werden Druckstollen und Druckleitungen verwendet.
In der Landwirtschaft subtropischer Länder sind ausgeklügelte Kanalsysteme zur Bewässerung der Felder (insbesondere beim Reisanbau) jedoch gang und gäbe.
Durch Benutzung der Wasserleitung verloren die Schöpfbrunnen, welche oft die einzigen Trinkwasserquellen waren, ihre Bedeutung. Diese Brunnen dienten auch der Brandbekämpfung. Das größte Löschwasserreservoir war aber meist ein Löschwasserteich. Durch das Wasser aus einer Wasserleitung konnte die Brandbekämpfung über die Entnahme aus Hydranten wesentlich schneller und mit geringerem Aufwand vorgenommen werden. In weiten Bereichen Afrikas, Asiens, Südamerikas, aber auch noch teilweise in Osteuropa, ist der Schöpfbrunnen immer noch die einzige Möglichkeit zur Wasserversorgung.

## Historische Wasserleitungssysteme

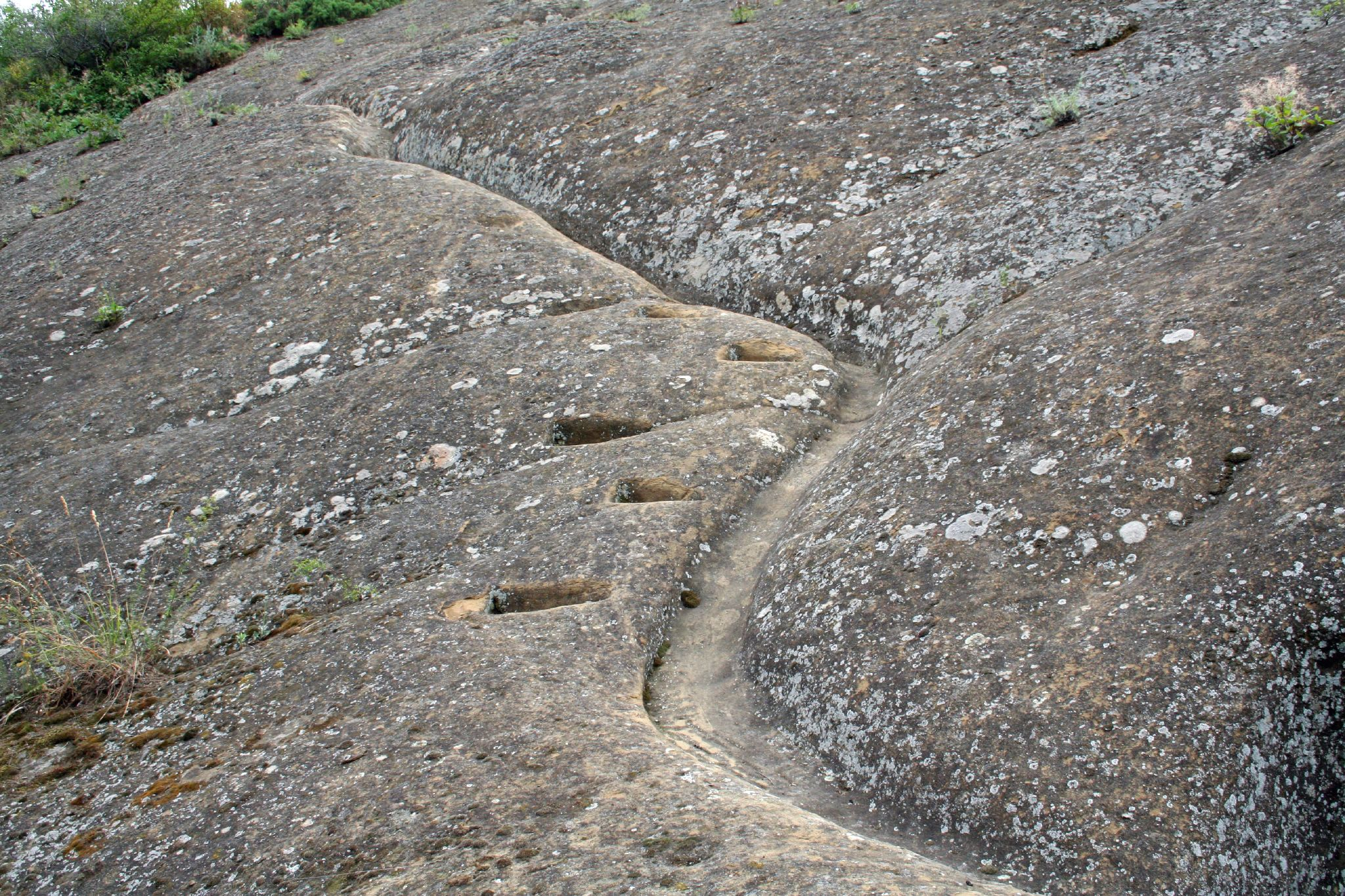
Wassersammler bei Dawit Garedscha

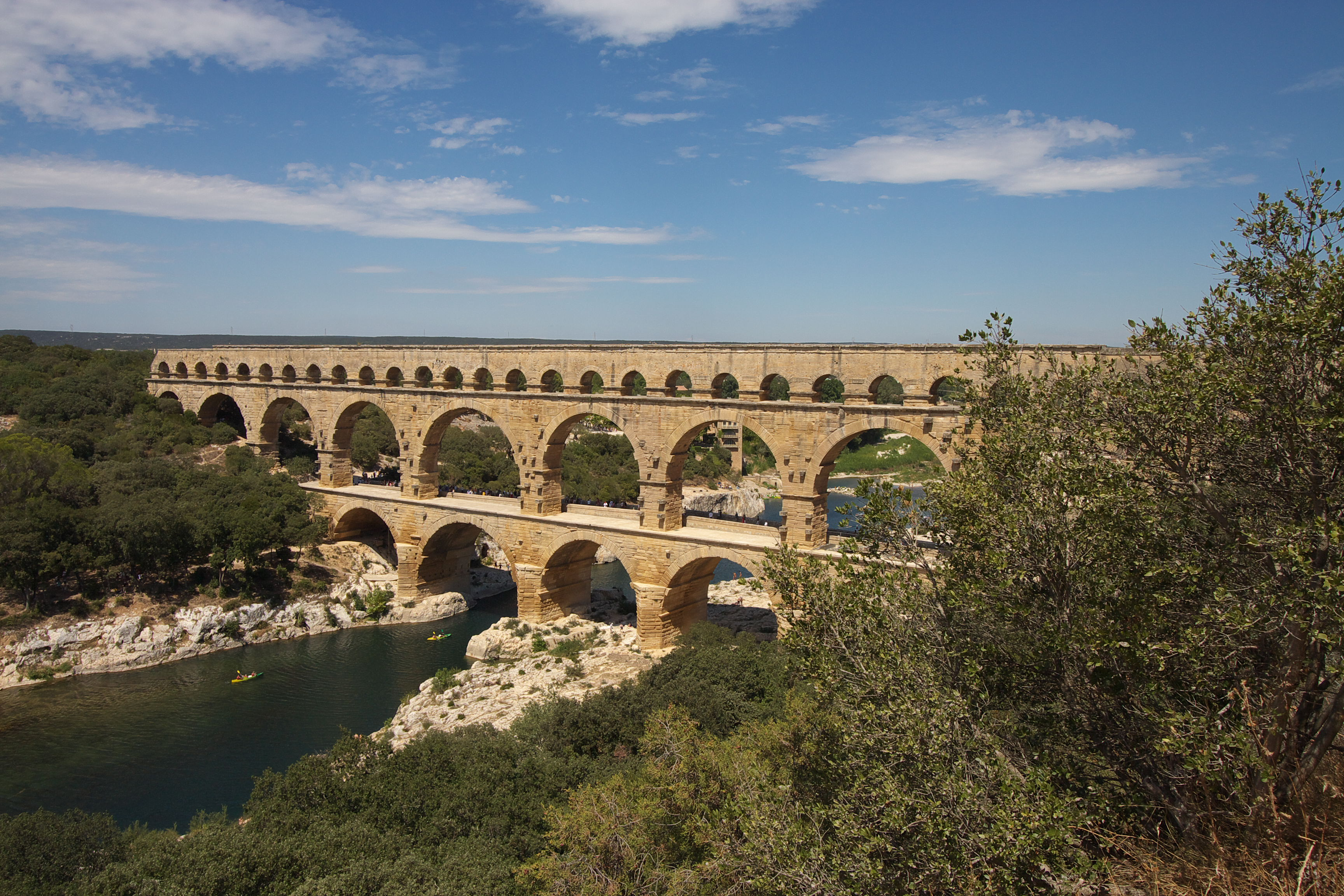
Der Pont du Gard

Die ältesten Überlieferungen über Bauwerke zur Wasserleitung stammen aus der Zeit des ägyptischen Pharaos Ramses dem II, also ca. 1300 v. Chr. Auch die Römer waren für ihre umfangreichen Aquädukte bekannt. In Pergamon existierte bereits eine Druckwasserleitung. Auch das Bewässerungssystem von Turfan in China ist von hohem Alter. Die Inkastadt Machu Picchu wurde über gemauerte Kanalverbindungen mit Wasser versorgt. Im Mittelalter wurden hölzerne Leitungen, die Pipen oder Röhrfahrten, verwendet. Eine Leitung aus Deicheln, mehrere Meter langen schlanken, axial aufgebohrten Baumstämmen, die die Hütte am Grünen See in der Steiermark versorgte, wurde erst um 1990 durch eine Kunststoffleitung ersetzt.
Daneben findet man in trockeneren Bergregionen noch heute aufwändige, uralte bäuerliche Kanalsysteme:
- Suonen oder Bissen im Wallis, Schweiz
- Münstertal und Gebiet des Flimser Bergsturzes (Kanton Graubünden, Schweiz)
- Oberinntal (Tirol, Österreich)
- Waale im Vinschgau (Südtirol, Italien)
- Aostatal (Region Aosta, Italien)
- Wuhre im Schwarzwald
- Levadas auf Madeira

sowie
- Acequias in Spanien
- Delfe, Ruie und Grachten in den Niederlanden
- sonstige bergmännische Kunstgräben

Zu den letzten mit Aquädukten erbauten großen Wasserleitungen zählen die Wiener Hochquellenwasserleitungen von zuletzt im Jahr 1910.
Druckleitungen aus Gusseisen zur Versorgung von Burgen und Schlössern gab es unter anderem bereits 1455 für Burg Dillenburg und 1661 für Schloss Braunfels.

## Trinkwasserleitungen in Gebäuden

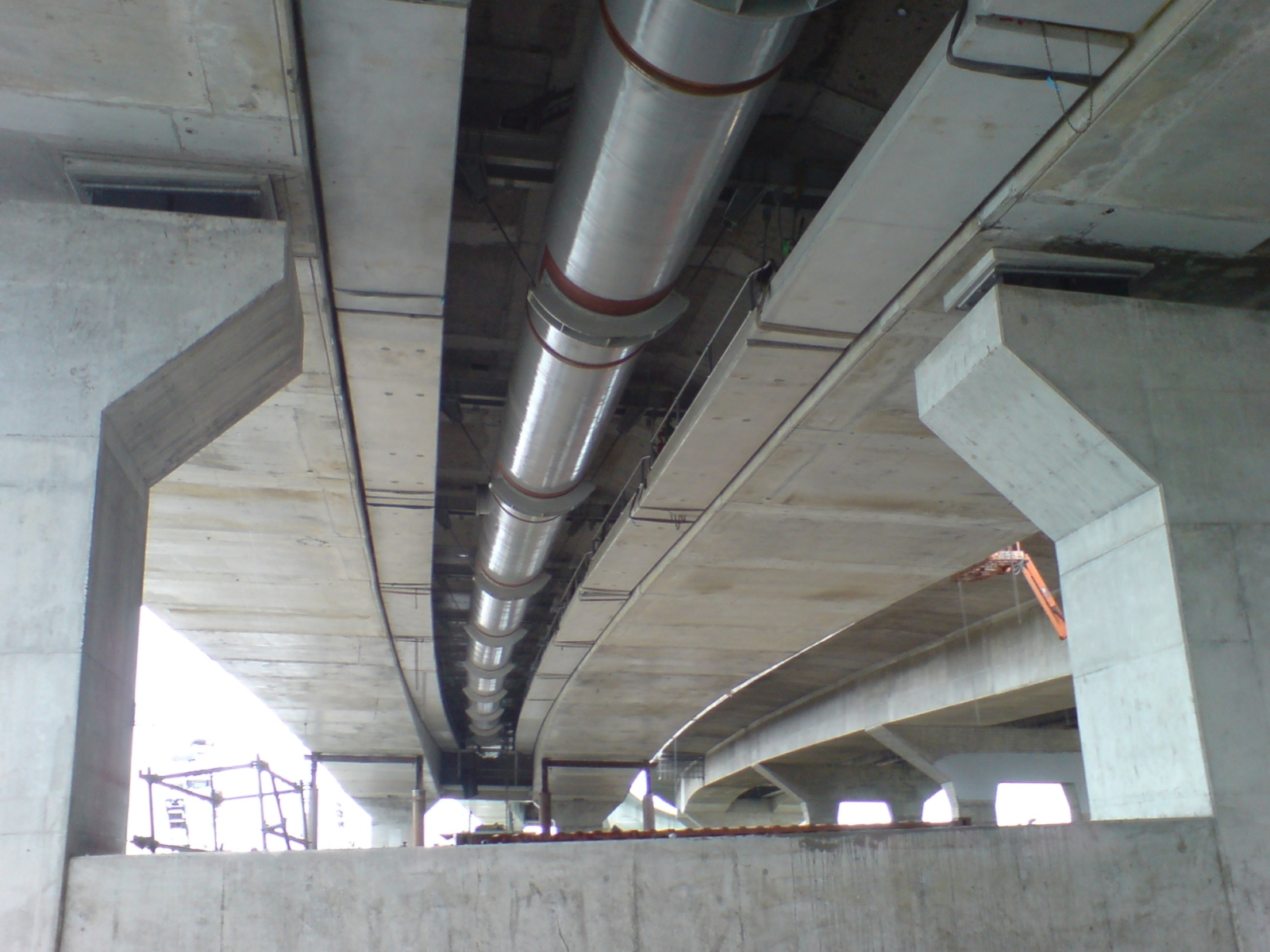
Oberirdische Wasserleitung in Auckland, Neuseeland

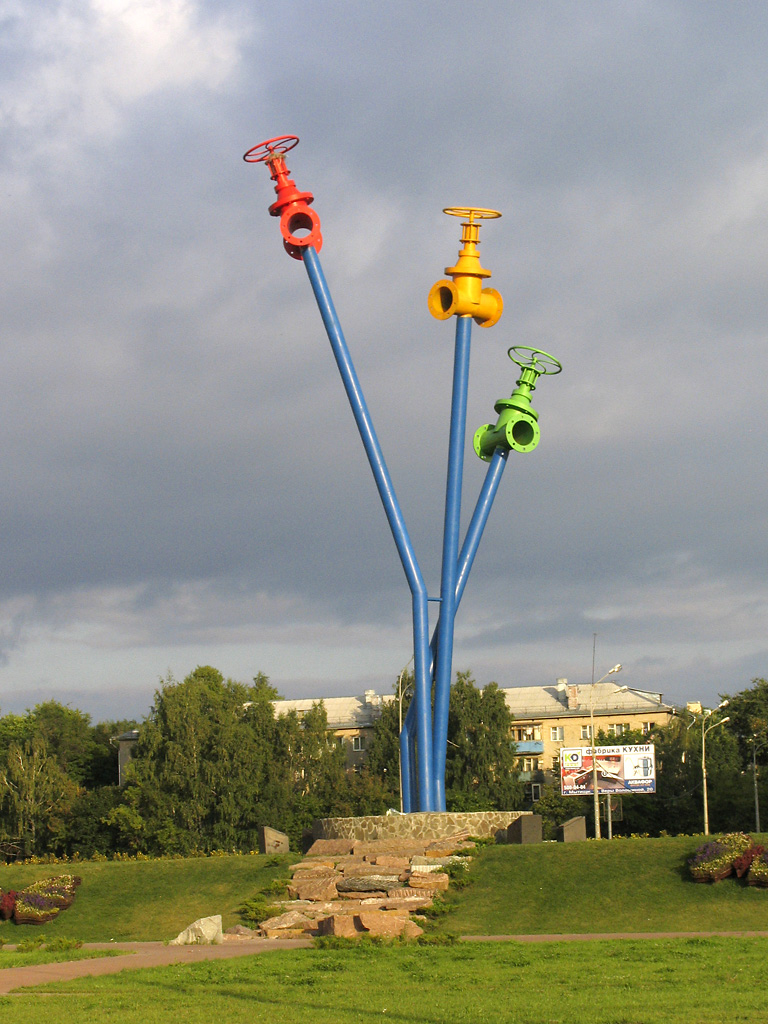
Denkmal der Wasserleitung in Mytischtschi (Russland)

In Neubauten werden heute Trinkwasserleitungen verlegt, die typischerweise einem Druck von wenigstens sechs Bar standhalten. Typischerweise beträgt der Versorgungsdruck 4 Bar und folglich wird bei dem Druckminderer ein Druck von 3 Bar eingestellt, um die Leitungen nicht zu sehr zu beanspruchen.
Wasser, das durch im Erdboden verlegte Leitungen transportiert wird, hat in den Wintermonaten in der Regel eine Temperatur von weniger als 10 °C und eine sehr geringe Keimbelastung. In Zeiten sommerlicher Witterung kann die Wassertemperatur in Erdleitungen auch bei >20 °C liegen. Innerhalb von Gebäuden erwärmt sich das in den Leitungen befindliche Wasser jedoch und die Vermehrungsrate der enthaltenen Bakterien nimmt zu. Dies kann nur vermieden werden, indem das in der Warmwasserleitung enthaltene Wasser durch Zirkulation auf einer Temperatur von über 55 °C gehalten wird. Um das Bakterienwachstum in Warmwasserleitungen ohne Zirkulation zu begrenzen, sollen diese einen möglichst geringen Querschnitt aufweisen (das nicht zirkulierende Wasservolumen zwischen Warmwassererzeuger und der entferntesten Entnahmestelle soll drei Liter nicht übersteigen). Kaltwasserleitungen sollen so verlegt werden, dass sie nicht durch in der Nähe verlaufende Warmwasserleitungen erwärmt werden. Insbesondere Leitungen, die Teil der Warmwasserzirkulation sind, können benachbarte Kaltwasserleitungen annähernd auf Warmwassertemperatur erwärmen, wenn über Stunden kein kaltes Wasser entnommen wird (etwa über Nacht). Abhilfe schafft eine getrennte Verlegung oder eine sehr gute Wärmedämmung von Kalt- sowie Warmwasserleitungen.
Auch das im Leitungssystem enthaltene Kaltwasser-Volumen soll gering gehalten werden, indem Rohrleitungen mit kleinen Nennweiten (Durchmesser) verwendet werden.
Wasserleitungen in Gebäuden bestehen heute im Wesentlichen aus
- dem Hausanschluss mit Wasserhauseinführung und Erstabsperrung,
- einem Wasserzähler und dem Trinkwasserfilter,
- diversen Rohrleitungen innerhalb des Hauses mit Rohren, Formstücken, Armaturen und Zapfarmaturen,
- gegebenenfalls aus Rohrhalterungen, sofern die Rohrleitung frei außerhalb der Hauswände verlegt wird.

### Verwendete Materialien
Seit der Jahrtausendwende werden in der Wasserinstallation überwiegend Rohre aus Kunststoff und nichtrostendem Edelstahl eingesetzt, die mit Steck- oder Pressfittings verschiedener Art verbunden werden. Siehe auch: Rohrverbindung
Die Anforderungen an die Werkstoffe sind in zahlreichen technischen Regeln von DIN und DVGW festgeschrieben. Mit dem Kürzel „DVGW“ gekennzeichnete Produkte sind zur Verwendung in der Trinkwasserinstallation geprüft (allerdings erhalten auch Bauteile für die Gasinstallation die DVGW-Kennzeichnung; sie sind meist an einer gelben Markierung erkennbar).
Längere Stagnation des Trinkwassers in nicht DIN-DVGW-zertifizierten Leitungen sowie in Armaturen kann zur Belastung des Wassers mit Schwermetallen führen, welches aus der Metalllegierung gelöst wird. Wasser sollte nach mehrstündigen Stillstandsphasen in der Leitung daher erst einige Sekunden abfließen, ehe es zu Trink- oder Kochzwecken genutzt wird. Als Nutzwasser, also zum Waschen oder Blumengießen, kann es ohne weiteres sofort verwendet werden.

#### Blei
Rohrleitungen aus Blei dürfen in der Schweiz seit 1914, in Deutschland seit 1973 und in Österreich seit 1983 nicht mehr verwendet werden, sind aber teilweise im Altbestand noch vorhanden. Die Abgabe von Blei an das Wasser kann zu Gesundheitsschäden führen. In Deutschland vorhandene Bleirohre sind bis zum 12. Januar 2026 auszutauschen, wobei die Frist in Ausnahmefällen verlängert werden kann.
Je nach Zusammensetzung des Trinkwassers bildet sich ein Überzug im Rohrinneren, der die Freisetzung des Bleis verhindert.
Bestimmte Messinglegierungen zur Herstellung von Wasserhähnen enthalten geringe Mengen an Blei, da dies die Bearbeitung erleichtert. Wenn Wasser über Nacht in den Armaturen steht, nimmt es daher geringe Mengen an Blei auf, die unter Umständen den Grenzwert überschreiten können. Auch im Lot zur Verbindung von Kapillarfittings in Kupferleitungen war früher Blei enthalten.

#### Verzinkter Stahl
Rohre aus verzinktem Stahl wurden in der Sanitär-, Heizungs- und Klimatechnik eingesetzt. Üblich waren die robusten mittelschweren und schweren Gewinderohren nach DIN EN 10255, die über Rohrgewinde mit Temperguss-Fittings verschraubt werden und bis zu einer Größe von 6 Zoll erhältlich sind. Ab 2 Zoll werden jedoch bevorzugt Flanschverbindungen eingesetzt.
Je nach Zusammensetzung der im Wasser enthaltenen Mineralien in Verbindung mit Sauerstoff bildet sich an der Zinkschicht der Rohre in der Regel eine schützende Oxidschicht oder eine Schicht aus Zinkcarbonat.
Wenn das Wasser auf eine Temperatur von über 60 °C erwärmt wird, kann die Oxidschicht chemisch instabil werden, wodurch zunächst die Zinkschicht und dann der Stahl korrodieren. Für Warmwasser- und Zirkulationsleitungen werden verzinkte Rohre daher nicht mehr eingesetzt.
Bei Nitratgehalten >15 mg/l und einer Karbonathärte von 15–18 °KH kann sich bei feuerverzinkten Wasserleitungsrohren als Korrosionsprodukt sandähnliches weißes Zinkgeriesel bilden, eine Verbindung der Formel Zn5(OH)6·(CO3)2. Das Nitrat kann zusätzlich die Bildung von korrosiven Lokalelementen zwischen verschiedenen Zinkschichten bewirken.
Im Gegensatz zu den meisten anderen eingesetzten Materialien neigen speziell verzinkte Rohre bereits ab einer mittleren Wasserhärte zur Verkalkung, abhängig jedoch wieder von der jeweils vorliegenden Zusammensetzung des Wassers. Siehe dazu Wasserhärte#Kalk-Kohlensäure-Gleichgewicht. Auch von der Kalkablagerung sind besonders Warmwasserleitungen betroffen, deren ursprünglicher Querschnitt sich in manchen Fällen innerhalb weniger Jahre auf eine kleine Öffnung reduziert. Bemerkbar macht sich die Kalkbildung oft in den Perlatoren der Wasserhähne, in denen sich kleine Kalkstücke sammeln, die vom fließenden Wasser mitgerissen wurden.
Im Heizungsbau wird auch dünnwandiges verzinktes Präzisionsstahlrohr eingesetzt, das Installateure als „C-Stahl-Rohr“ bezeichnen und vom häufig auch für Trinkwasser verwendeten nichtrostendem Präzisionsstahlrohr nur durch die leicht unterschiedliche Erscheinung der silberglänzenden Oberfläche zu unterscheiden ist.
Verzinktes Präzisionsstahlrohr darf jedoch ausschließlich im Heizungsbau sowie für bestimmte Gasinstallationen verwendet werden, da die dünne Zinkschicht auf der Innenseite des Rohrs vom Trinkwasser schnell abgetragen werden kann. Zudem bildet sich auf der Außenseite von Kaltwasserleitungen im Sommer Kondenswasser, das zu einer Durchrostung der Rohre von außen führt, wenn sie nicht beschichtet oder mit einer dampfdichten Hülle versehen werden. Zu erkennen sind C-Stahl-Rohre und -Fittings am meist roten Aufdruck, während Stahlrohre für die Trinkwasserinstallation einen blauen oder grünen Aufdruck tragen. Stahlrohre mit schwarzem Aufdruck bestehen in der Regel ebenfalls aus Edelstahl. Bei diesen ist jedoch anhand der angegebenen Material-Kennzeichnung zu überprüfen, ob der Stahl zur Verwendung mit Trinkwasser geeignet ist.

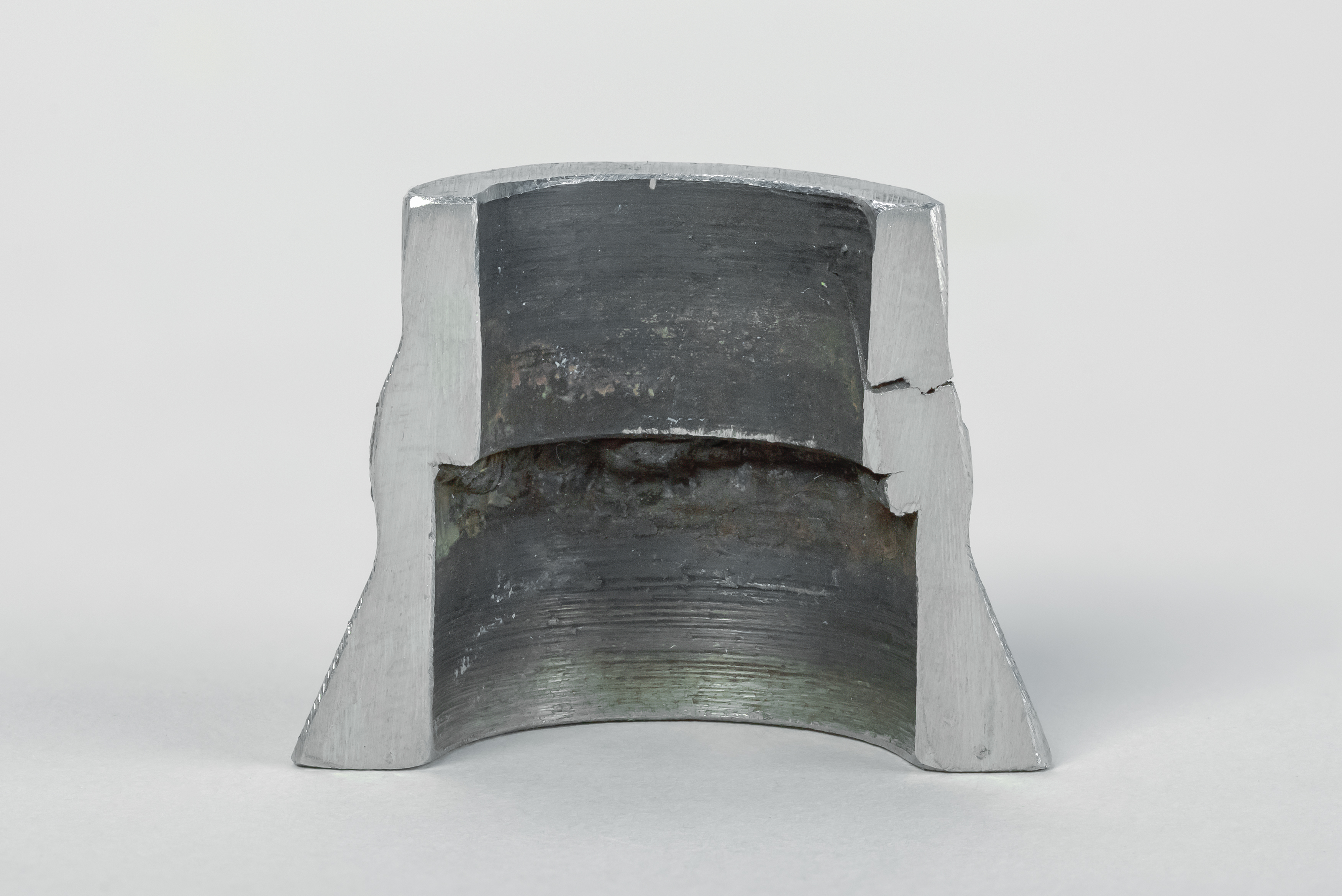
Spannungsrisskorrosion an einer Rohrleitung aus dem Edelstahl 1.4541

#### Nichtrostender Stahl
Nichtrostender, also mit Nickel und mehr als 10,5 % Chrom legierter Stahl ist durch eine festhaftende Oxidschicht gegen Korrosion weitgehend geschützt und kann nicht nur für Trinkwasser, sondern auch zum Transport von vielen anderen Flüssigkeiten eingesetzt werden. Edelstahlrohr wird heute fast ausschließlich unter Verwendung von Pressfittings verlegt. Gegen Edelstahlrohre spricht allenfalls ihr hoher Preis.

#### Kupfer
In den meisten deutschen Versorgungsgebieten können Wasserleitungen aus Kupfer bedenkenlos verwendet werden. Wie bei verzinkten Rohren bildet sich in der Regel eine schützende Oxidschicht an der Innenseite. Verwendet werden Rohre aus sauerstofffreiem Kupfer (Cu-DHP, Werkstoffnummer CW024A) mit einem Gehalt von wenigstens 99,90 % Kupfer und Silber sowie 0,015 bis 0,040 % Phosphor nach DIN EN 1057.
In knapp 10 % der in Deutschland versorgten Haushalte wird aufgrund der Zusammensetzung des Wassers eine Verwendung von Kupferrohr nicht empfohlen. Nach der DIN 50930 Teil 6 kann Kupferrohr verwendet werden, wenn die Analysedatenblätter der Wasserversorger ausweisen, dass entweder der pH-Wert über 7,4 liegt oder dass der pH-Wert zwischen 7,0 und 7,4 liegt und zugleich der TOC-Wert weniger als 1,5 mg/l beträgt (was einem ungewöhnlich sauberen Wasser entspricht). Andernfalls kann Lochfraßkorrosion auftreten.

Falls das lokale Wasserversorgungsunternehmen keine eindeutige Empfehlung für oder gegen die Verwendung von Kupferrohr ausspricht, sollte der Hersteller der Kupferrohre und -Fittings um eine Einschätzung der vom Wasserwerk veröffentlichten Werte gebeten werden.
Aufgrund steigender Lohnkosten werden heute zeitsparende Verbindungstechniken mit Pressfittings aus Kupfer und Rotguss bevorzugt. Traditionell wurden Kupferrohre mit Kapillarlötfittings aus Kupfer, Rotguss und Messing verbunden. Trinkwasserleitungen dürfen bis zur Abmessung von 28 mm nicht hartgelötet werden. Übergangsfittings zu anderen metallischen Armaturen- und Rohrwerkstoffen sollten aus Rotguss bestehen.

#### Messing und Rotguss
Messing und Rotguss dienen als Werkstoff für Verbindungsstücke (Fittings) und Armaturen. Messing ist anfällig für Spannungsrisskorrosion, die entstehen kann, wenn ein unter Spannung stehendes Bauteil in Kontakt mit einem korrosiven Medium wie Wasser kommt. Die beim Produktionsprozess entstandenen Spannungen müssen darum durch eine Wärmebehandlung abgebaut werden und die Härte des Werkstoffs soll unter einem bestimmten Richtwert bleiben.

#### Kunststoff

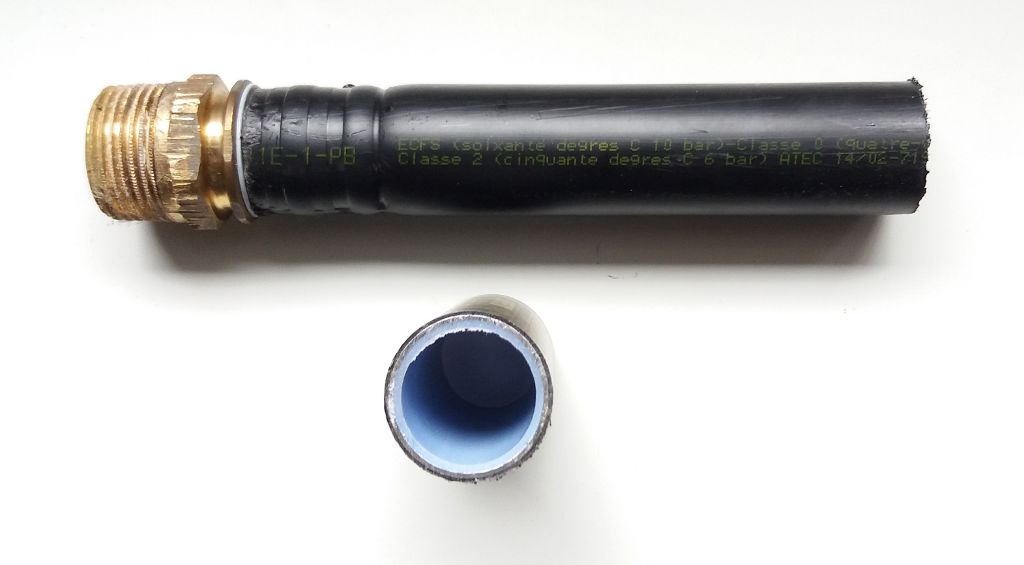
Mehrschichtverbundrohr (unten: Querschnitt; oben: mit Übergangsstück zu verzinktem Stahlrohr mittels Schraubgewinde, ausgeführt als Pressfitting)

Seit den 1990er Jahren werden auch in der Hausinstallation vermehrt Rohre aus Kunststoff eingesetzt. Während im Erdreich schon zuvor Wasserleitungen aus PE-Rohr verlegt wurden, verbreiteten sich in der Hausinstallation zunächst Rohrleitungen aus PVC-C mit geklebten Muffen.
Unter den Handelsnamen TC Quickpipe (grau) und Friatherm (gelblich) wurden sie in Außendurchmessern 16, 20, 25, 32, 40, 50, 63, 75 und 90 mm eingesetzt. Da es bei dauerhaft erhöhten Wassertemperaturen nach einigen Jahren zu Undichtigkeiten an den Klebestellen kommen konnte, werden PVC-C Rohre überwiegend nur noch Kaltwasserleitungen eingesetzt, etwa im Schwimmbadbau.
Aufgrund auftretender Schäden an Warmwasserleitungen werden inzwischen überwiegend Mehrschichtverbundrohre aus einem wasserführenden Kunststoff-Innenrohr, dünner Aluminium-Zwischenschicht und einer weiteren schützenden Kunststoffschicht verwendet. Verbundrohr lässt sich mit oder ohne technische Hilfsmittel leicht biegen und federt nach dem Biegen nicht zurück. Rohrverbindungen werden mit Pressfittings oder Schiebehülsen ausgeführt.
Auch Rohre aus Polypropylen (PP) mit geschweißten Muffenverbindungen werden eingesetzt.
Kunststoffrohre werden hergestellt aus:
- Polybutylen (PB), DIN 16968, DIN 16969, DVGW W 544 – Schweißverbindung, Klemmverbindung (DIN 16831, DVGW W 534)
- Polyethylen, meist als hochdichtes (PE-HD) oder vernetztes Polyethylen (PE-X), DIN 16892, DIN 16893, DVGW W 544 – Schweißverbindung, Klemmverbindung, DVGW W 534
- Polypropylen (PP-H), PP Blockcopolymer (PP-B), PP Random-Copolymer (PP-R), DIN 8077, DIN 8078, DVGW W 544 – Verbindung durch Heizelementmuffenschweißen (DIN 16962, DVGW W 534)
- Polyvinylchlorid, als weichmacherfreies Hart-PVC (PVC-U) für Kaltwasserleitungen oder als wärmebeständigeres nachchloriertes PVC (PVC-C), DIN 8079, DIN 8080, DVGW W 544 – Klebverbindung (DIN 16832, DVGW W 534)
- Verbundrohre mit Innen- und Außenschicht aus PE-RT, PE-MDX, PE-X, PE-HD (nur Außenschicht), PB (PB 125; DIN 16831-5) oder PP (PP-R 80, PP-H 100; DIN 16962-5) und Aluminium-Zwischenschicht; seltener werden auch PVC-C (DIN 16832-2), PVDF (ISO 10931-1, -2), temperaturbeständiges POM (ISO 9988-1), PPSU, PSU, temperaturbeständiges PET (DIN 16779-1) oder temperaturbeständiges verstärktes Polyamid (GF-PA) verwendet – Pressverbindung, Schiebehülsenverbindung, Klemmverbindung, Steckverbindung (DVGW W 542, DVGW W 534)

Die gesundheitliche Unbedenklichkeit von Kunststoffrohren wird durch das deutsche Umweltbundesamt bewertet. Die ehemalige KTW-Leitlinie und Beschichtungsleitlinie wurden zum 21. März 2021 außer Kraft gesetzt.
Nach der Installation ist eine Druckprüfung nach DIN EN 806-4 Prüfverfahren (A, B oder C: Metall, Kunststoff, Mischinstallation bzw. Verbundwerkstoff) oder Merkblatt „Dichtheitsprüfungen“ des ZVSHK auszuführen.
Vorteile von Kunststoffrohren
- geringes Gewicht
- beständig gegenüber Korrosion und zahlreichen Chemikalien
- durch die glatte innere Oberfläche bilden sich weniger (Kalk-)Ablagerungen
- isolierend gegenüber Wärme und elektrischem Strom.

Nachteile von Kunststoffrohren
- Wärmeausdehnung: Kunststoffrohr dehnt sich bei Erwärmung bis zehn Mal stärker aus als etwa Kupferrohr, was bei der Installation von Warmwasser- und Heizungsleitungen zu beachten ist.
- Die Lebenserwartung von Kunststoffrohren sinkt mit steigender Wassertemperatur. Manche Materialien sind nur für Temperaturen bis ca. 50 °C geeignet. Siehe DVGW-Arbeitsblatt W 542
- Kunststoffe sind unterschiedlich beständig gegenüber Lösungsmitteln und aggressiven Stoffen. Auch scharfe Reinigungs- und Desinfektionsmittel können Kunststoffe angreifen.

### Bemessung
Geht man von Wohnungen mit der Mindestausstattung (Küchenspüle, Waschbecken, Toiletten-Spülkasten, Dusche) aus, so können die Trinkwasserleitung überschlägig wie folgt dimensioniert werden:
- Zur Versorgung einer Wohnung genügt eine Kaltwasserleitung mit DN 16 und eine Warmwasserleitung mit DN 13.
- Zur Anbindung von zwei Wohnungen verwendet man DN 20 für Kaltwasser und DN 16 für Warmwasser.
- Mit DN 20 können bei Warmwasser 3 bis 4 Wohnungen angeschlossen werden. Bei Kaltwasser ist ab drei Wohnungen DN 25 erforderlich.

Diese Angaben gelten bei Verwendung von glattwandigen Edelstahl-, Kupfer-, Kunststoff- oder Verbundrohren sowie bei Ausstattung des Bades mit einer Duschwanne und einem WC mit Spülkasten.

### Kennzeichnung
Nachdem bislang „KW“ als Abkürzung zur Rohrleitungskennzeichnung für Kaltwasser und „WW“ für Warmwasser verwendet wurden, werden in der Sanitär-Branche inzwischen auch die englischen Abkürzungen nach DIN EN 806 Teil 1 verwendet:
- PW - Potable Water, also Trinkwasser - farbliche Kennzeichnung: Grün
- PWC – Potable Water Cold, also: Trinkwasser, kalt – farbliche Kennzeichnung: Grün (oder Blau)
- PWH – Potable Water Hot, also: Trinkwasser, warm – farbliche Kennzeichnung: Rot (oder Grün)
- PWH-C – Potable Water Hot-Circulation, also: Trinkwasserleitung, warm, Zirkulation – farbliche Kennzeichnung: Violett (oder Grün)

Nach der DIN 2403 werden Wasserleitungen generell in Signalgrün (RAL 6032) mit weißer Beschriftung gekennzeichnet.
Die Farben Blau, Rot und Violett finden sich daher lediglich in der Hausinstallation, etwa auf den Griffen von Armaturen sowie auf technischen Zeichnungen, wenn keine Verwechselungsgefahr mit anderen Medien besteht.
Blau, Rot und Violett sollten in größeren Anlagen nicht zur Kennzeichnung von Rohrleitungen für Kaltwasser, Warmwasser und die Warmwasser-Zirkulation verwendet werden, da sie in der DIN 2403 für Sauerstoff-, Wasserdampf- und Laugen-Leitungen vorgesehen sind.

### Gasbildung in Wasserleitungen
Gelegentlich sind Gasblasen in Wasserleitungen zu beobachten. Zu den Ursachen gehört:
- eingeschlossene Luft nach (partieller Wieder-)Befüllung der Leitung
- im Wasser gelöste Luft, die durch Druckentspannung ausgast (siehe dazu Löslichkeit#Lösung von Gasen in Flüssigkeiten)
- Kohlenstoffdioxid, das bei Erwärmung und Kalkabscheidung aufgrund des Kalk-Kohlensäure-Gleichgewichts ausgast
- Wasserstoff, aus der Reaktion von Kohlensäure mit der Innenverzinkung (siehe dazu Wasserstoff#Molekularer Wasserstoff) oder durch Elektrolyse von Wasser entstanden (weil etwa ein Kupferrohr mit einem darauffolgenden verzinkten Rohr eine galvanische Zelle bildet[17])
- Faulgas, wenn etwa ein Wasserspeicher durch organische Stoffe verunreinigt ist
- Spuren von ausgasendem „freien Chlor“ (Chlorgas) nach Wasseraufbereitung oder Badewasseraufbereitung.

## Richtlinien
Das Arbeitsblatt W 534, Teil 1, Nr. 2.1 (Seite 3) des Deutschen Vereins des Gas- und Wasserfachs (DVGW) enthält eine Auflistung der relevanten technischen Regeln der in der Sanitär- und Heizungsbranche verwendeten Rohrleitungen sowie zugehörigen Rohrverbindern (Fittings) und -verbindungen.
Der Schutz des Trinkwassers wird in der DIN EN 1717 sowie der nationalen Ergänzungsnorm DIN 1988-100 geregelt.
Die Planung von Trinkwasserinstallationen erfolgt nach der DIN EN 806 Teil 2 sowie der nationalen Ergänzungsnorm DIN 1988-200 und die Berechnung nach Teil 3 bzw. DIN 1988-300.
DIN EN 806 Teil 3 regelt die Ausführung und Teil 4 den Betrieb von Trinkwasseranlagen.
DIN 1988-7 trifft Aussagen zu Korrosion und Steinbildung. (Diese Norm soll zukünftig DIN 1988-700 heißen.)
Zu allen gängigen Rohrwerkstoffen liegen Rohrnormen des Deutschen Instituts für Normung (DIN) vor. Beispielsweise behandelt die DIN 50930-6 Rohre aus Kupfer, feuerverzinktem Stahl und anderen metallischen Werkstoffen in der Trinkwasserinstallation.
Nach Einzelprüfung erhalten Hersteller für Rohre für Sanitärinstallationen ein DVGW-Zeichen. Das DVGW-Zeichen bedeutet im Allgemeinen, dass das Rohr die anerkannten Regeln der Technik erfüllt, so dass bei Verwendung kein Einzelnachweis nach §20 MBO mehr geführt werden muss.
Unter anderem erfüllen gekennzeichnete Rohre die Anforderungen des DVGW-Arbeitsblattes W 270 (Vermehrung von Mikroorganismen auf Werkstoffen für den Trinkwasserbereich – Prüfung und Bewertung).
Schließlich sind bei der Installation gegebenenfalls VDE-/VDI-Vorschriften zu beachten.

## Andere Anwendungsfälle
Außer für Trinkwasser werden Wasserleitungen auch zum Transport von Betriebswasser verwendet. Beispielsweise wird bei der Zentralheizung im Haus die Wärmeenergie durch Warmwasser transportiert. Teilweise wurden früher auch von Kommunen getrennte Wasserleitungen für Trink- und Brauchwasser zu den Gebäuden geführt.
Die Gewinnung von Betriebswasser für Gewerbe- und Industriebetriebe in lokalen Grundwasserbrunnen kann Kosten sparen. Denselben Effekt hat die Gewinnung von naturgemäß weichem Regenwasser vom Hausdach, das etwa in einer Zisterne gespeichert wird, um bei Bedarf Toilettenspülung und Waschmaschine über eine eigene Leitung damit zu versorgen und den Garten zu bewässern.
Autowaschanlagen führen durch Osmose gereinigtes, enthärtetes Wasser im Kreislauf.
Wasserleitungen dienen auch dem Transport von Kälte. Einerseits als Kühlwasser, das etwa für Boots-Verbrennungsmotoren oder Wärmekraftwerke aus einem Gewässer entnommen wird. Oder durch eine Kältemaschine gekühlt, die im Haus oder im Fall von Fernkälte im Stadtviertel liegen kann, und der Raumklimatisierung dient. Moderne Kälteerzeugung kann mit industrieller Abwärme, Fernwärme oder Sonnenwärme über eine Absorptionskältemaschine auf Basis Lithiumbromid/Wasser erfolgen.
Dünne Wasserleitungen versprühen Wasser aus feinen Düsen in manchen Geschäften über angebotenes Obst und Gemüse, um die Austrocknung der Naturprodukte durch die Klimatisierung zu vermeiden. In trocken-heißen Klimazonen wird Wasser durch feine Düsen in Einkaufsstraßen und in der gastronomischen Außenbewirtschaftung vernebelt, um Passanten und Gäste zu kühlen.
Zur Tröpfchenbewässerung von Pflanzen werden Kunststoffleitungen mit einem Innendurchmesser ab 2 mm eingesetzt. Für Beregnungssysteme für landwirtschaftliche Flächen werden oft Schnellkupplungsrohre mit Innendurchmessern von etwa 49 bis 194 mm oder System WR (Wade-Rain bis 150 mm) eingesetzt.

## Trivia

Wappen von Bad Kleinkirchheim

Im Bad Kleinkirchheimer Wappen führt ein gewundener silberner Heilwasserstrang von der Kirche durch den schwarzen Schildfuß zur Brunnenschale und verbindet die beiden unterirdisch sinnfällig.